# 294 (tal)
294 är det naturliga talet som följer 293 och som följs av 295.

## Inom vetenskapen
- 294 Felicia, en asteroid.

## Inom matematiken
- 294 är ett jämnt tal.